# Karol Stanisław Szymański
Karol Stanisław Szymański (ur. 1 lutego 1895 w Piotrkowie Trybunalskim, zm. 27 kwietnia 1940 w Katyniu) – doktor medycyny, lekarz psychiatra zamordowany przez sowieckie NKWD jako jedna z ofiar zbrodni katyńskiej.

## Życiorys

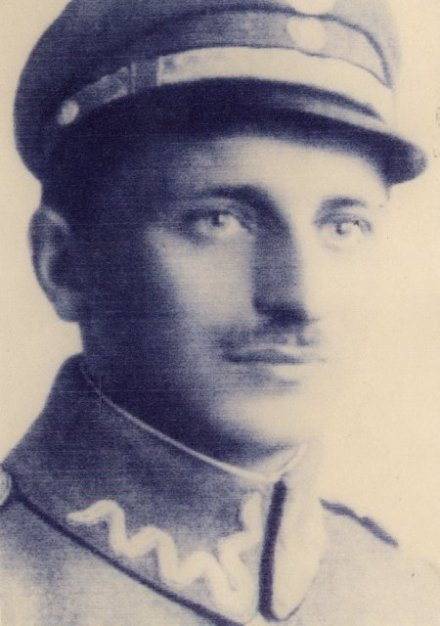
Ppor. Karol Szymański, 1918

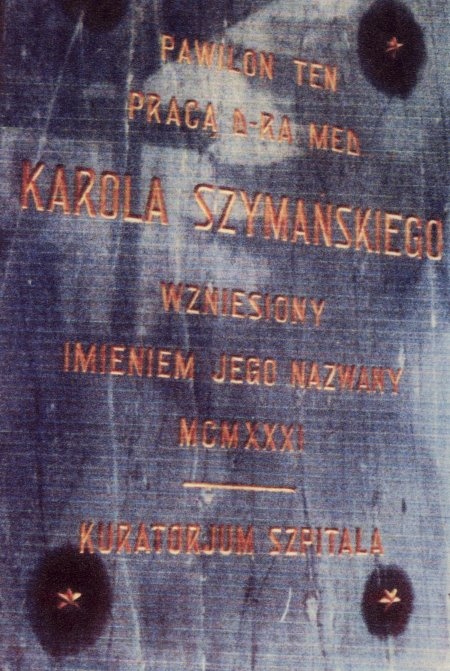
Tablica pamiątkowa na jednym z budynków szpitala w Warcie, 1931

Karol Szymański był jednym z ośmiorga dzieci Karola i Julianny z Gawełczyków. W 1913 roku ukończył gimnazjum w Piotrkowie Trybunalskim i przeniósł się do Krakowa, gdzie w 1915 roku rozpoczął studia w Collegium Medicum Uniwersytetu Jagiellońskiego. W 1918 roku przerywa studia i ochotniczo zgłasza się do Wojska Polskiego, gdzie w stopniu podporucznika służy jako medyk w 26 pułku piechoty. Na początku 1920 roku wycofany z linii frontu, przeniesiony zostaje do szpitala wojskowego w Łucku, później we Lwowie, Piotrkowie i Krakowie. Tego samego roku zwolniony z wojska żeni się z Anną Trajdos, siostrą Mieczysława Trajdosa i wraca do Krakowa, gdzie kontynuuje studia medyczne na Uniwersytecie Jagiellońskim. Mieli czworo dzieci – Karola, Macieja, Annę i Wojciecha. Karol zmarł w dzieciństwie, a Maciej wyróżnił się najpierw w powstaniu warszawskim, a następnie jako architekt i pisarz w Kanadzie. Trójka dzieci i żona Szymańskiego przeżyli wojnę.
W 1922 roku kończy studia w Collegium Medicum Uniwersytetu i zaczyna pracować w jego klinice neurologiczno-psychiatrycznej jako asystent, później starszy asystent profesora Jana Piltza, twórcy krakowskiej szkoły neurologicznej. W 1924 roku Karol Szymański otrzymuje stopień doktora wszech nauk lekarskich. Porzuca pracę naukową i rozpoczyna praktykę medyczną najpierw w szpitalu psychiatrycznym w Kochanówce pod Łodzią, a w 1925 roku obejmuje stanowisko dyrektora szpitala dla psychicznie chorych w Warcie. Na stanowisku tym pozostaje do roku 1939, kiedy w obliczu zbliżającej się wojny zostaje powołany do służby wojskowej jako podporucznik pospolitego ruszenia.
W ciągu 14 lat pracy w szpitalu w Warcie Karol Szymański rozbudował mały prowincjonalny szpital na nowoczesną, samowystarczalną instytucję medyczną opiekującą się prawie tysiącem pacjentów. Wprowadził nowoczesny sposób leczenia i nowe metody terapeutyczne opieki nad chronicznie chorymi. Szpital w Warcie cieszył się opinią jednej z najlepszych instytucji tego rodzaju w kraju, a dr Karol Szymański w uznaniu zasług oddanych medycynie polskiej został w 1932 roku odznaczony Krzyżem Kawalerskim Orderu Polonia Restituta.
Powołany do wojska późnym latem 1939 roku, pracował najpierw w 4. szpitalu wojskowym w Łodzi, później w 2. szpitalu wojskowym w Lublinie. We wrześniu lub w październiku 1939 roku w nieznanych okolicznościach dostał się do niewoli sowieckiej. Więziony był w obozie jeńców wojennych w Kozielsku. Jego nazwisko i numer jeniecki (052/4) znalazło się na liście deportowanych z Kozielska w dniu 27 kwietnia 1940 roku. Transport kolejowy Nr XVIII zatrzymał się na stacji kolejowej Gniezdowo koło Lasu Katyńskiego. Tego samego dnia został tam zamordowany przez sowieckie NKWD.
5 października 2007 Minister Obrony Narodowej awansował go pośmiertnie do stopnia porucznika Wojska Polskiego. Awans został ogłoszony 9 listopada 2007 w Warszawie w trakcie uroczystości „Katyń Pamiętamy – Uczcijmy Pamięć Bohaterów”.